# Marietta (condado de Love, Oklahoma)
Marietta es una ciudad ubicada en el condado de Love en el estado estadounidense de Oklahoma. En el año 2010 tenía una población de 	2626 habitantes y una densidad poblacional de 423,55 personas por km².

## Geografía
Marietta se encuentra ubicada en las coordenadas 33°56′8″N 97°7′12″O / 33.93556, -97.12000 (33.935551, -97.119867).

## Demografía
Según la Oficina del Censo en 2000 los ingresos medios por hogar en la localidad eran de $26,454 y los ingresos medios por familia eran $30,511. Los hombres tenían unos ingresos medios de $25,966 frente a los $19,760 para las mujeres. La renta per cápita para la localidad era de $14,799. Alrededor del 16.7% de la población estaban por debajo del umbral de pobreza.